# 롭 매킬헤니
롭 매컬헤니(Rob McElhenney, 영어 발음: /ˈmækəlhɛni/, 1977년 4월 14일 ~ )는 미국의 배우, 작가, 제작자, 팟캐스터, 사업가이다. FX/FXX 코미디 시리즈 《필라델피아는 언제나 맑음》(2005-현재)의 로널드 맥도널드 역으로 잘 알려져 있다.
2008년 하계 올림픽 조정 남자 에이트에 미국 대표로 출전해 동메달을 딴 키잡이(coxswain) 마커스 매컬헤니와 사촌이다.

## 작품 목록

### 텔레비전
- 필라델피아는 언제나 맑음 (2005-현재) - 기획, 총괄 제작, 연출, 각본, 출연
- 로스트 (2007-10) - 출연
- 미틱 퀘스트 (2020-현재) - 공동 기획, 총괄 제작, 연출, 각본, 출연

### 영화 출연
- 시빌 액션 (1998)
- 래터 데이즈 (2003)
- The Tollbooth (2004)